# Scaevola taccada
Espèce
Classification phylogénétique

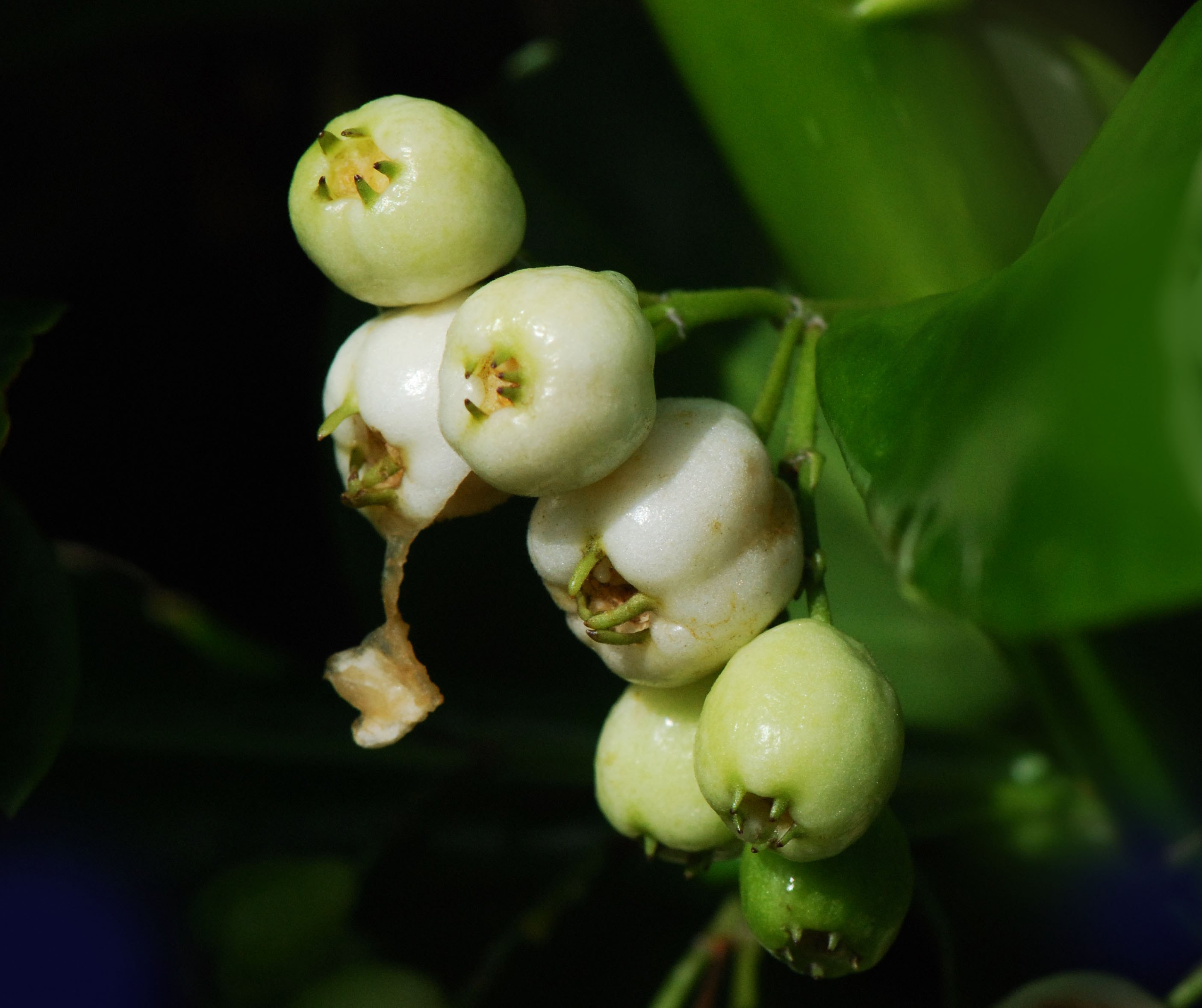
Fruits

Scaevola taccada est une plante de la famille des Goodeniaceae, caractéristique des plages du bassin Indo-Pacifique.

## Appellations
Cette plante porte de nombreux noms vernaculaires, dont : veveda en fidjien, nanasu à Guam, nauaka-kahakai aux îles Hawaii, mao aux Kiribati, emet en nauruan, naupata en Polynésie française, manioc marron bord de mer en créole réunionnais, veloutier vert à l'île Maurice, to'ito'i en samoan, vouloutye en créole seychellois, ngahu en tongan et gasu aux Tuvalu.

## Description
Le Scaevola taccada est un arbuste buissonnant atteignant 2 m de haut.
Les feuilles persistantes sont charnues, sessiles, spatulées-obovées, grossièrement dentées à l'extrémité, de 6-10(18) cm de long sur 7-8 cm de large.
Les fleurs sont groupées en cymes bipares régulières, de couleur blanches ou jaune très pâle. La corolle comporte un long tube (0.5-1 cm), fendu dorsalement et densément pubescent à l'intérieur, terminé par 5 lobes de 4-5 mm disposés en demi cercle.
Le fruit est une drupe, conservant les lobes du calice, blanc nacré à maturité, légèrement côtelé sur le frais, fortement sur le sec. Le noyau de 6-8 mm contient 2 graines.

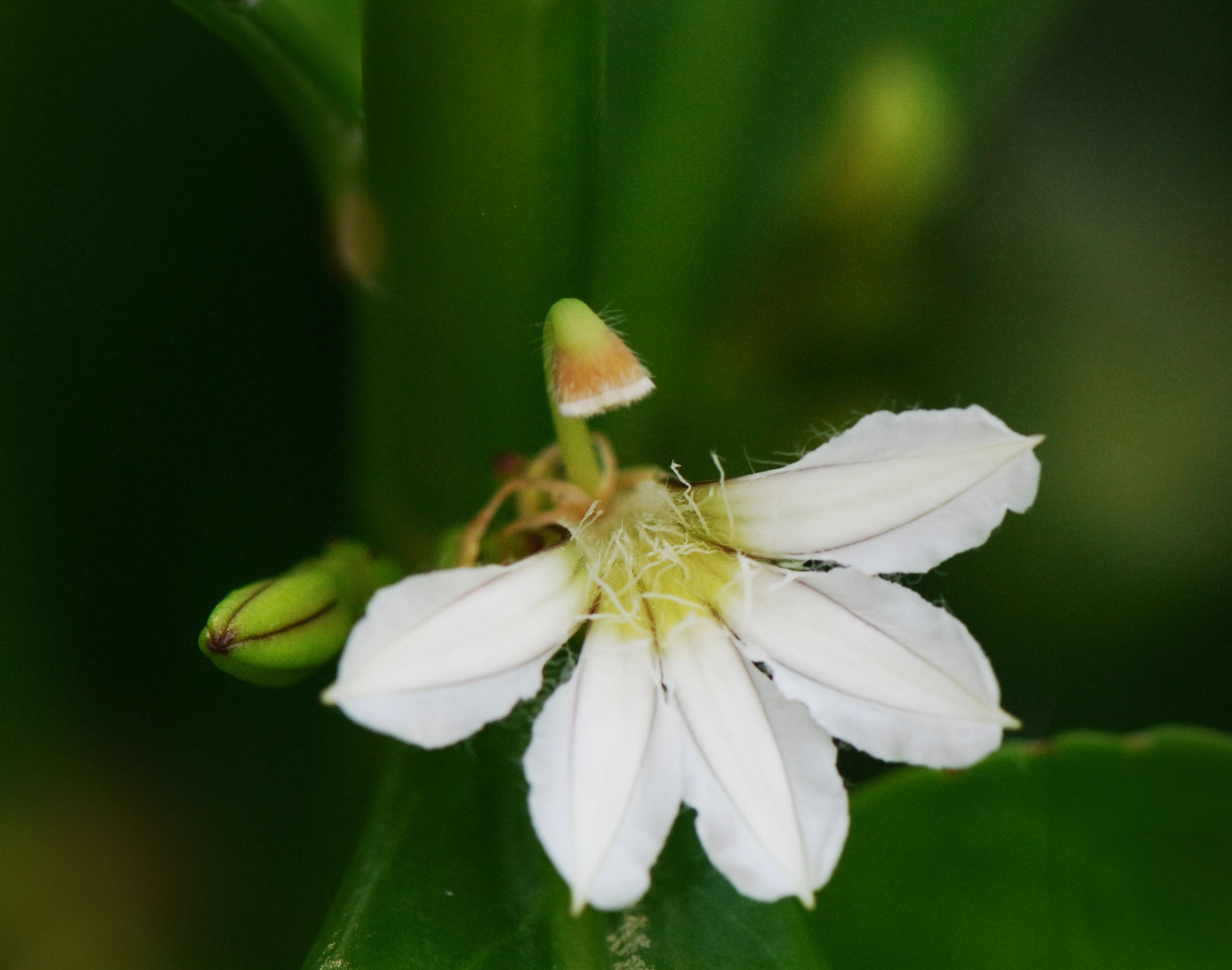
Fleur
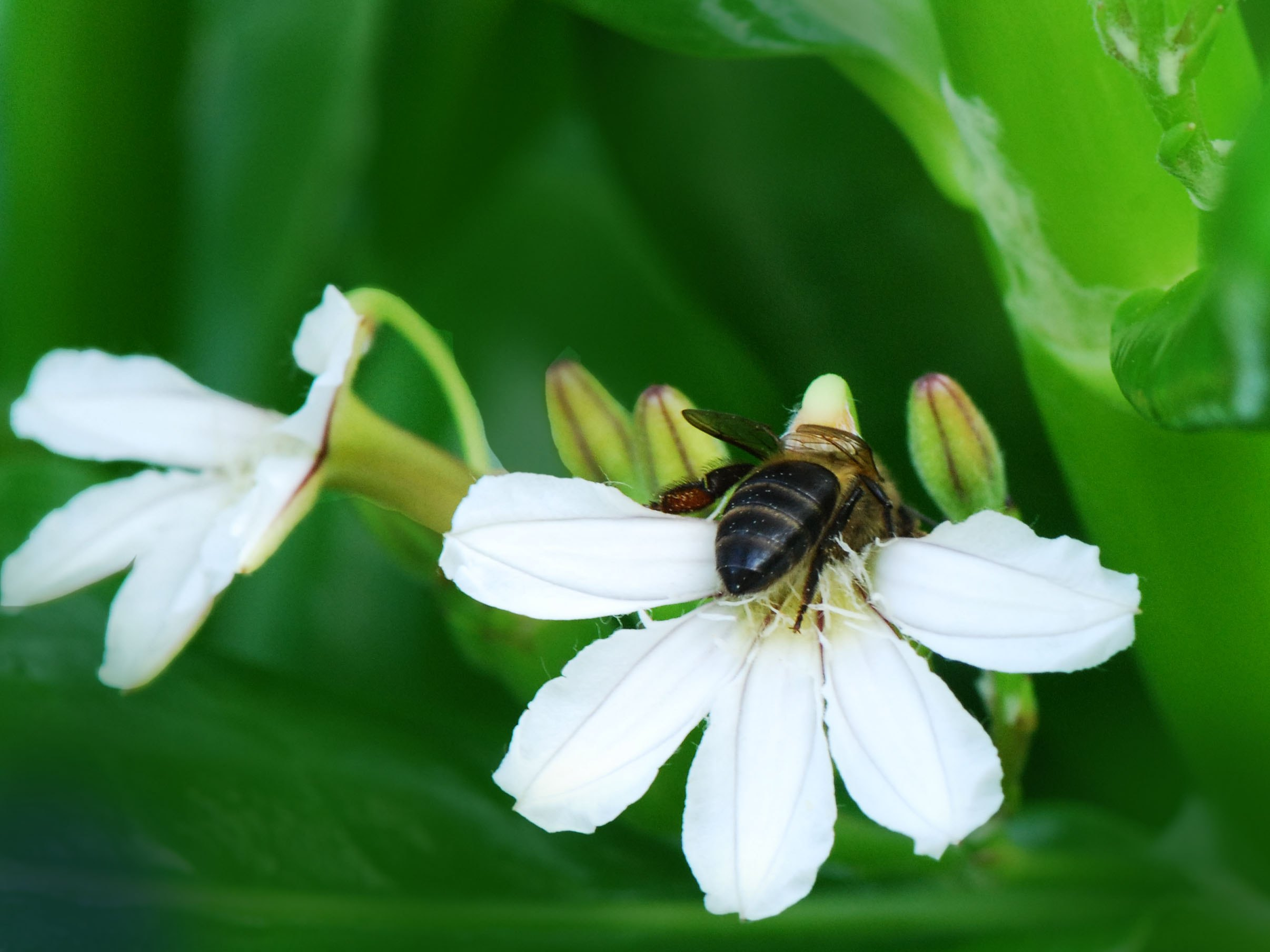
Fleur pollinisée

## Écologie
C'est une espèce des milieux riches en sel (halophiles), très typique des plages tropicales.
À La Réunion, on le trouve dans la frange externe du fourré littoral, sur sable, roches ou coraux où il peut vivre en colonies importantes. Il remonte à l'intérieur des terres dans la végétation pionnière d'arbustes et de fougères sur les récentes coulées de lave.

## Répartition
Cette plante peut être trouvée dans le bassin Indo-Pacifique. Elle est abondante sur les côtes rocheuses du sud et du sud-est de La Réunion.
On la trouve aussi en Nouvelle-Calédonie et également en Guadeloupe.

## Synonymes
- Lobelia taccada Gaertn.
- Scaevola frutescens K.Krause
- Scaevola koenigii Vahl
- Scaevola sericea Vahl

## Utilisations
Dans certaines îles du Pacifique, Scaevola taccada est utilisée pour prévenir l'érosion côtière et pour l'aménagement paysager. On la plante également sur les crêtes des plages pour protéger les autres plantes cultivées des embruns.
Les arbres S. taccada offrent un environnement sûr et ombragé aux tortues vertes femelles qui viennent pondre leurs œufs sur le rivage.
Certaines parties de la plante sont également utilisées en médecine traditionnelle polynésienne et asiatique. Des gouttes de la plante étaient utilisées en cas d'irritation oculaire par les pêcheurs sous-marins chamorros des îles Mariannes. Historiquement, aux Maldives, les feuilles de cette plante étaient souvent utilisées comme aliment de famine.

## Philatélie
- Figurée sur un timbre de Polynésie française (émission le 7 novembre 2002, 130 f.) faisant partie d'une série de trois (Les fleurs de sel) consacrée aux plantes halophiles de l'archipel. Ce timbre a la particularité de comporter une erreur, qui porte sur le nom de genre (Scaveola au lieu de Scaevola).